# Popis hrvatskih veleposlanika na Filipinima
Republika Hrvatska i Republika Filipini održavaju diplomatske odnose od 25. veljače 1993. Sjedište veleposlanstva je u Jakarti.

## Veleposlanici
Hrvatska nema rezidentno veleposlanstvo na Filipinima. Veleposlanstvo Republike Hrvatske u Republici Indoneziji pokriva Republiku Filipini, Republiku Singapur i Kraljevinu Tajland.
| Veleposlanik      | Postavljenje      | Opoziv             | Sjedište |
| ----------------- | ----------------- | ------------------ | -------- |
| Andrija Kojaković | 14. travnja 1994. | 1. srpnja 1995.    | Peking   |
| Željko Kirinčić   | 25. ožujka 1996.  | 1. kolovoza 1999.  | Jakarta  |
| Boris Mitrović    | 17. ožujka 2000.  | 31. kolovoza 2003. | Jakarta  |
| Aleksandar Broz   | 8. travnja 2004.  | 5. veljače 2009.   | Jakarta  |
| Željko Čimbur     | 17. srpnja 2009.  | 31. srpnja 2013.   | Jakarta  |
| Dražen Margeta    | 19. svibnja 2015. |                    | Jakarta  |

## Vanjske poveznice
- Filipini na stranici MVEP-a